# باتل أوف ذا نورث 2022
باتل أوف ذا نورث 2022 هو سباق دراجات هوائية، وهو الموسم الأول من Tour of Scandinavia ‏، وأقيم خلال الفترة من 9 أغسطس 2022، وحتى 14 أغسطس 2022، وشارك فيه  118 متسابقاً ووصل إلى نهايته  94 متسابقاً.
فاز بالمركز الأول سيسيلي أوتوب لودفيغ، وفاز بالمركز الثاني ليان ليبرت، وفاز بالمركز الثالث Alexandra Manly ‏، وتصدر تصنيف طواف العالم أنيميك فان فليوتن، وفاز في ترتيب النقاط أليسون جاكسون، وفاز في تصنيف الجبال Amber Kraak ‏، وفاز في ترتيب الفرق فريق سنويب للسيدات 2022 ‏، وفاز في ترتيب النقاط للشباب Neve Bradbury ‏.

## الفرق
| فرق سيدات عالمية (12)- Liv AlUla Jayco ‏ - كانيون–إس آر إيه إم ريسينغ 2022 ‏ - FDJ–Suez ‏ - جامبو فيسما للسيدات 2022 ‏ - ليف ريسينغ 2022 ‏ - موفيستار للسيدات 2022 ‏ - فريق رولان كوجياس إديلويس 2022 ‏ - فريق سنويب للسيدات 2022 ‏ - إس دي وركس 2022 ‏ - Lidl–Trek (women's team) ‏ - فريق أونو إكس برو للدراجات للسيدات 2022 ‏ - يو أي أيه تيم 2022 ‏ فرق دراجات قارية سيدات (6)- إن إكس تي جي ريسينغ 2022 ‏ - كوب هايتك بوردكتس 2022 ‏ - لي كول واهو 2022 ‏ - بلانتور بورا 2022 ‏ - باركهوتل فالكنبورغ 2022 ‏ - فالكار ترافل سيرفس 2022 ‏ فرق وطنية (2)- فريق الدنمارك لركوب الدراجات للسيدات 2022 ‏ - فريق النرويج لركوب الدراجات للسيدات 2022 ‏ |  |
| |  |

## المراحل
| قائمة المراحل | قائمة المراحل | قائمة المراحل           | قائمة المراحل | قائمة المراحل | قائمة المراحل | قائمة المراحل       | قائمة المراحل       |
| المرحلة       | التاريخ       | الدورة                  |               | المسافة (كم)  | الارتفاع      | الفائز بالمرحلة     | القائد العام        |
| ------------- | ------------- | ----------------------- | ------------- | ------------- | ------------- | ------------------- | ------------------- |
| المرحلة 1     | 9 أغسطس       | كوبنهاغن – هيليسينكور   | مرحلة مستوية  | 145٫6         | 783 م         | ماريان فوس          | ماريان فوس          |
| المرحلة 2     | 10 أغسطس      | Orust ‏ – Strömstad ‏     | مرحلة مستوية  | 153٫8         | 1582 م        | ماريان فوس          | ماريان فوس          |
| المرحلة 3     | 11 أغسطس      | موس – ساربسبورغ         | مرحلة مستوية  | 118٫9         | 1010 م        | ماريان فوس          | ماريان فوس          |
| المرحلة 4     | 12 أغسطس      | أسكيم – ميسن            | مرحلة جبلية   | 119٫2         | 1073 م        | Alexandra Manly ‏    | ماريان فوس          |
| المرحلة 5     | 13 أغسطس      | Vikersund ‏ – Norefjell ‏ | مرحلة جبلية   | 127٫4         | 1903 م        | سيسيلي أوتوب لودفيغ | سيسيلي أوتوب لودفيغ |
| المرحلة 6     | 14 أغسطس      | ليلستروم – هالدن        | مرحلة مستوية  | 153٫4         | 1386 م        | ماريان فوس          | سيسيلي أوتوب لودفيغ |

## النتيجة

### مرحلة 1
هي مرحلة مستوية، أقيمت في 9 أغسطس 2022، وامتدّت لمسافة 145.6 كيلومتر. فاز بالمركز الأول، وتصدر الترتيب العام في نهاية المرحلة ماريان فوس، وتصدر ترتيب الفرق فالكار سيلانس ‏، وتصدر ترتيب النقاط للشباب Megan Jastrab ‏، وتصدر ترتيب النقاط أليسون جاكسون، وتصدر ترتيب التسلق Amber Kraak ‏.
| التصنيف العام         | التصنيف العام     | التصنيف العام                       | التصنيف العام | التصنيف العام |
| المتسابقة             | المتسابقة         | الفريق                              | الوقت         |               |
| --------------------- | ----------------- | ----------------------------------- | ------------- | ------------- |
| 1                     | ماريان فوس        | جامبو فيسما للسيدات ‏                | 3 س 37 د 06 ث |               |
| 2                     | Megan Jastrab ‏    | فريق سنويب للسيدات ‏                 | + 4 ث         |               |
| 3                     | Shari Bossuyt ‏    | كانيون–إس آر إيه إم ‏                | + 6 ث         |               |
| 4                     | Linda Riedmann ‏   | جامبو فيسما للسيدات ‏                | + 10 ث        |               |
| 5                     | Karolina Kumięga ‏ | فالكار سيلانس ‏                      | + 10 ث        |               |
| 6                     | أمالي ديديريكسن   | Lidl–Trek (women's team) ‏           | + 10 ث        |               |
| 7                     | تمارا بالابولينا ‏ | فريق كوجياس ميتلر لوك برو للدراجات ‏ | + 10 ث        |               |
| 8                     | غلاديس فيرهلست ‏   | دروبز ‏                              | + 10 ث        |               |
| 9                     | إميليا فهلين      | FDJ–Suez ‏                           | + 10 ث        |               |
| 10                    | صوفيا بيرتيزولو   | يو أي أيه تيم ‏                      | + 10 ث        |               |
|                       |                   |                                     |               |               |
| مصدر: ProCyclingStats |                   |                                     |               |               |

### مرحلة 2
هي مرحلة مستوية، أقيمت في 10 أغسطس 2022، وامتدّت لمسافة 153.8 كيلومتر. فاز بالمركز الأول، وتصدر الترتيب العام في نهاية المرحلة ماريان فوس، وتصدر ترتيب النقاط للشباب Megan Jastrab ‏، وتصدر ترتيب النقاط أليسون جاكسون، وتصدر ترتيب التسلق Amber Kraak ‏، وتصدر ترتيب الفرق فريق سنويب للسيدات 2022 ‏.
| التصنيف العام         | التصنيف العام     | التصنيف العام                       | التصنيف العام | التصنيف العام |
| المتسابقة             | المتسابقة         | الفريق                              | الوقت         |               |
| --------------------- | ----------------- | ----------------------------------- | ------------- | ------------- |
| 1                     | ماريان فوس        | جامبو فيسما للسيدات ‏                | 7 س 23 د 38 ث |               |
| 2                     | Megan Jastrab ‏    | فريق سنويب للسيدات ‏                 | + 14 ث        |               |
| 3                     | إميليا فهلين      | FDJ–Suez ‏                           | + 14 ث        |               |
| 4                     | Shari Bossuyt ‏    | كانيون–إس آر إيه إم ‏                | + 16 ث        |               |
| 5                     | باربرا جوارشي     | موفيستار للسيدات ‏                   | + 16 ث        |               |
| 6                     | تمارا بالابولينا ‏ | فريق كوجياس ميتلر لوك برو للدراجات ‏ | + 20 ث        |               |
| 7                     | أمالي ديديريكسن   | Lidl–Trek (women's team) ‏           | + 20 ث        |               |
| 8                     | فلورتجي ماكايج    | فريق سنويب للسيدات ‏                 | + 20 ث        |               |
| 9                     | Alexandra Manly ‏  | Liv AlUla Jayco ‏                    | + 20 ث        |               |
| 10                    | Margaux Vigié ‏    | فالكار سيلانس ‏                      | + 20 ث        |               |
|                       |                   |                                     |               |               |
| مصدر: ProCyclingStats |                   |                                     |               |               |

### مرحلة 3
هي مرحلة مستوية، أقيمت في 11 أغسطس 2022، وامتدّت لمسافة 118.9 كيلومتر. فاز بالمركز الأول، وتصدر الترتيب العام في نهاية المرحلة ماريان فوس، وتصدر ترتيب النقاط أليسون جاكسون، وتصدر ترتيب التسلق Amber Kraak ‏، وتصدر ترتيب الفرق يو أي أيه تيم 2022 ‏، وتصدر ترتيب النقاط للشباب Shari Bossuyt ‏.
| التصنيف العام         | التصنيف العام       | التصنيف العام            | التصنيف العام  | التصنيف العام |
| المتسابقة             | المتسابقة           | الفريق                   | الوقت          |               |
| --------------------- | ------------------- | ------------------------ | -------------- | ------------- |
| 1                     | ماريان فوس          | جامبو فيسما للسيدات ‏     | 10 س 28 د 08 ث |               |
| 2                     | Shari Bossuyt ‏      | كانيون–إس آر إيه إم ‏     | + 22 ث         |               |
| 3                     | سيسيلي أوتوب لودفيغ | FDJ–Suez ‏                | + 24 ث         |               |
| 4                     | Alexandra Manly ‏    | Liv AlUla Jayco ‏         | + 30 ث         |               |
| 5                     | فلورتجي ماكايج      | فريق سنويب للسيدات ‏      | + 30 ث         |               |
| 6                     | صوفيا بيرتيزولو     | يو أي أيه تيم ‏           | + 30 ث         |               |
| 7                     | Megan Jastrab ‏      | فريق سنويب للسيدات ‏      | + 30 ث         |               |
| 8                     | غلاديس فيرهلست ‏     | دروبز ‏                   | + 30 ث         |               |
| 9                     | Margaux Vigié ‏      | فالكار سيلانس ‏           | + 30 ث         |               |
| 10                    | Marthe Truyen ‏      | بلانتور بورا سيلينج تيم ‏ | + 30 ث         |               |
|                       |                     |                          |                |               |
| مصدر: ProCyclingStats |                     |                          |                |               |

### مرحلة 4
هي مرحلة جبلية، أقيمت في 12 أغسطس 2022، وامتدّت لمسافة 119.2 كيلومتر. فاز بالمركز الأول Alexandra Manly ‏، وتصدر ترتيب النقاط أليسون جاكسون، وتصدر ترتيب التسلق Amber Kraak ‏، وتصدر ترتيب الفرق يو أي أيه تيم ‏، وتصدر ترتيب النقاط للشباب Shari Bossuyt ‏، وتصدر الترتيب العام في نهاية المرحلة ماريان فوس.
| التصنيف العام         | التصنيف العام       | التصنيف العام                       | التصنيف العام  | التصنيف العام |
| المتسابقة             | المتسابقة           | الفريق                              | الوقت          |               |
| --------------------- | ------------------- | ----------------------------------- | -------------- | ------------- |
| 1                     | ماريان فوس          | جامبو فيسما للسيدات ‏                | 13 س 21 د 52 ث |               |
| 2                     | Alexandra Manly ‏    | Liv AlUla Jayco ‏                    | + 20 ث         |               |
| 3                     | Shari Bossuyt ‏      | كانيون–إس آر إيه إم ‏                | + 22 ث         |               |
| 4                     | سيسيلي أوتوب لودفيغ | FDJ–Suez ‏                           | + 24 ث         |               |
| 5                     | صوفيا بيرتيزولو     | يو أي أيه تيم ‏                      | + 30 ث         |               |
| 6                     | فلورتجي ماكايج      | فريق سنويب للسيدات ‏                 | + 30 ث         |               |
| 7                     | Megan Jastrab ‏      | فريق سنويب للسيدات ‏                 | + 30 ث         |               |
| 8                     | غلاديس فيرهلست ‏     | دروبز ‏                              | + 30 ث         |               |
| 9                     | Marthe Truyen ‏      | بلانتور بورا سيلينج تيم ‏            | + 30 ث         |               |
| 10                    | سوزان أندرسن        | فريق أونو إكس برو للدراجات للسيدات ‏ | + 30 ث         |               |
|                       |                     |                                     |                |               |
| مصدر: ProCyclingStats |                     |                                     |                |               |

### مرحلة 5
هي مرحلة جبلية، أقيمت في 13 أغسطس 2022، وامتدّت لمسافة 127.4 كيلومتر. فاز بالمركز الأول، وتصدر الترتيب العام في نهاية المرحلة سيسيلي أوتوب لودفيغ، وتصدر ترتيب النقاط أليسون جاكسون، وتصدر ترتيب التسلق Amber Kraak ‏، وتصدر ترتيب الفرق فريق سنويب للسيدات ‏، وتصدر ترتيب النقاط للشباب Neve Bradbury ‏.
| التصنيف العام         | التصنيف العام       | التصنيف العام                       | التصنيف العام  | التصنيف العام |
| المتسابقة             | المتسابقة           | الفريق                              | الوقت          |               |
| --------------------- | ------------------- | ----------------------------------- | -------------- | ------------- |
| 1                     | سيسيلي أوتوب لودفيغ | FDJ–Suez ‏                           | 16 س 48 د 30 ث |               |
| 2                     | ليان ليبرت          | فريق سنويب للسيدات ‏                 | + 17 ث         |               |
| 3                     | Alexandra Manly ‏    | Liv AlUla Jayco ‏                    | + 44 ث         |               |
| 4                     | Julie Van de Velde ‏ | بلانتور بورا سيلينج تيم ‏            | + 55 ث         |               |
| 5                     | تمارا بالابولينا ‏   | فريق كوجياس ميتلر لوك برو للدراجات ‏ | + 1 د 00 ث     |               |
| 6                     | Neve Bradbury ‏      | كانيون–إس آر إيه إم ‏                | + 1 د 00 ث     |               |
| 7                     | Katrine Aalerud ‏    | موفيستار للسيدات ‏                   | + 1 د 00 ث     |               |
| 8                     | أنوسكا كوستر        | جامبو فيسما للسيدات ‏                | + 1 د 06 ث     |               |
| 9                     | Esmée Peperkamp ‏    | فريق سنويب للسيدات ‏                 | + 1 د 06 ث     |               |
| 10                    | لوسيندا براند       | Lidl–Trek (women's team) ‏           | + 1 د 08 ث     |               |
|                       |                     |                                     |                |               |
| مصدر: ProCyclingStats |                     |                                     |                |               |

### مرحلة 6
هي مرحلة مستوية، أقيمت في 14 أغسطس 2022، وامتدّت لمسافة 153.4 كيلومتر. فاز بالمركز الأول ماريان فوس، وتصدر الترتيب العام في نهاية المرحلة سيسيلي أوتوب لودفيغ، وتصدر ترتيب الفرق فريق سنويب للسيدات 2022 ‏، وتصدر ترتيب النقاط أليسون جاكسون، وتصدر ترتيب التسلق Amber Kraak ‏، وتصدر ترتيب النقاط للشباب Neve Bradbury ‏.

## المشاركون
| موفيستار للسيدات ‏ MOV | موفيستار للسيدات ‏ MOV | موفيستار للسيدات ‏ MOV |
| --------------------- | --------------------- | --------------------- |
| م                     | عداء                  | مرتبة                 |
| 1                     | Katrine Aalerud ‏      | 9                     |
| 2                     | Sarah Gigante ‏        | 30                    |
| 3                     | باربرا جوارشي         | 73                    |
| 4                     | سارا مارتين           | 83                    |
| 5                     | Lourdes Oyarbide ‏     | 75                    |
| 6                     | غلوريا رودريغيز       | 90                    |

| فريق أونو إكس برو للدراجات للسيدات ‏ UXT | فريق أونو إكس برو للدراجات للسيدات ‏ UXT | فريق أونو إكس برو للدراجات للسيدات ‏ UXT |
| --------------------------------------- | --------------------------------------- | --------------------------------------- |
| م                                       | عداء                                    | مرتبة                                   |
| 11                                      | سوزان أندرسن                            | 69                                      |
| 12                                      | Marte Berg Edseth ‏                      | لم يكمل السباق                          |
| 13                                      | Joss Lowden ‏                            | 36                                      |
| 14                                      | Wilma Olausson ‏                         | 64                                      |
| 15                                      | Mie Bjørndal Ottestad ‏                  | لم يكمل السباق-5                        |
| 16                                      | Anne Dorthe Ysland ‏                     | لم يبدأ-5                               |

| FDJ–Suez ‏ FSF | FDJ–Suez ‏ FSF              | FDJ–Suez ‏ FSF    |
| ------------- | -------------------------- | ---------------- |
| م             | عداء                       | مرتبة            |
| 21            | سيسيلي أوتوب لودفيغ (طريق) | 1                |
| 22            | برودي شابمان               | لم يكمل السباق-4 |
| 23            | أوجيني دوفال               | 38               |
| 24            | إميليا فهلين               | 71               |
| 25            | Stine Borgli ‏              | 25               |
| 26            | جادي فيل                   | 50               |

| ليف ريسينغ ‏ LIV | ليف ريسينغ ‏ LIV   | ليف ريسينغ ‏ LIV |
| --------------- | ----------------- | --------------- |
| م               | عداء              | مرتبة           |
| 31              | Valerie Demey ‏    | 48              |
| 32              | أليسون جاكسون     | 19              |
| 33              | Marta Jaskulska ‏  | 34              |
| 34              | Jeanne Korevaar ‏  | 26              |
| 35              | Tereza Neumanová ‏ | 61              |
| 36              | Katia Ragusa ‏     | 70              |

| كانيون–إس آر إيه إم ‏ CSR | كانيون–إس آر إيه إم ‏ CSR | كانيون–إس آر إيه إم ‏ CSR |
| ------------------------ | ------------------------ | ------------------------ |
| م                        | عداء                     | مرتبة                    |
| 41                       | Alice Barnes             | 74                       |
| 42                       | Shari Bossuyt ‏           | 15                       |
| 43                       | Neve Bradbury ‏           | 5                        |
| 44                       | إيلا هاريس               | 58                       |
| 45                       | Mikayla Harvey ‏          | 60                       |
| 46                       | سارة روي                 | 62                       |

| Liv AlUla Jayco ‏ BEX | Liv AlUla Jayco ‏ BEX | Liv AlUla Jayco ‏ BEX |
| -------------------- | -------------------- | -------------------- |
| م                    | عداء                 | مرتبة                |
| 51                   | جيسيكا ألين          | 82                   |
| 52                   | Arianna Fidanza ‏     | لم يكمل السباق-6     |
| 53                   | Alexandra Manly ‏     | 3                    |
| 54                   | Ruby Roseman-Gannon ‏ | 20                   |
| 55                   | جورجيا وليامز        | 22                   |
| 56                   | نينا كيسلر           | 68                   |

| فريق سنويب للسيدات ‏ DSM | فريق سنويب للسيدات ‏ DSM | فريق سنويب للسيدات ‏ DSM |
| ----------------------- | ----------------------- | ----------------------- |
| م                       | عداء                    | مرتبة                   |
| 61                      | Léa Curinier ‏           | 46                      |
| 62                      | Megan Jastrab ‏          | 56                      |
| 63                      | ليا كيرشمان             | 42                      |
| 64                      | فلورتجي ماكايج          | 12                      |
| 65                      | Esmée Peperkamp ‏        | 11                      |
| 66                      | ليان ليبرت (طريق)       | 2                       |

| جامبو فيسما للسيدات ‏ TJV | جامبو فيسما للسيدات ‏ TJV | جامبو فيسما للسيدات ‏ TJV |
| ------------------------ | ------------------------ | ------------------------ |
| م                        | عداء                     | مرتبة                    |
| 71                       | ماريان فوس               | 14                       |
| 72                       | كارلين آختيريكته         | 65                       |
| 73                       | أنوسكا كوستر             | 7                        |
| 74                       | Amber Kraak ‏             | 66                       |
| 75                       | Linda Riedmann ‏          | 57                       |

| Lidl–Trek (women's team) ‏ TFS | Lidl–Trek (women's team) ‏ TFS | Lidl–Trek (women's team) ‏ TFS |
| ----------------------------- | ----------------------------- | ----------------------------- |
| م                             | عداء                          | مرتبة                         |
| 81                            | Elynor Bäckstedt ‏             | 76                            |
| 82                            | لوسيندا براند                 | 8                             |
| 83                            | أمالي ديديريكسن               | لم يبدأ-3                     |
| 84                            | Lauretta Hanson ‏              | 77                            |
| 85                            | كلو هوسكينغ                   | 79                            |
| 86                            | Audrey Cordon-Ragot (طريق)    | لم يكمل السباق-3              |

| يو أي أيه تيم ‏ UAD | يو أي أيه تيم ‏ UAD | يو أي أيه تيم ‏ UAD |
| ------------------ | ------------------ | ------------------ |
| م                  | عداء               | مرتبة              |
| 91                 | صوفيا بيرتيزولو    | 28                 |
| 92                 | Maaike Boogaard ‏   | لم يكمل السباق-5   |
| 93                 | يوجينة بوجاك       | 17                 |
| 94                 | إيريكا ماجندي      | 10                 |
| 95                 | صوفي رايت          | 86                 |
| 96                 | Laura Tomasi ‏      | 47                 |

| فريق كوجياس ميتلر لوك برو للدراجات ‏ CGS | فريق كوجياس ميتلر لوك برو للدراجات ‏ CGS | فريق كوجياس ميتلر لوك برو للدراجات ‏ CGS |
| --------------------------------------- | --------------------------------------- | --------------------------------------- |
| م                                       | عداء                                    | مرتبة                                   |
| 102                                     | Hannah Buch ‏                            | 92                                      |
| 103                                     | تمارا بالابولينا ‏ (طريق)                | 4                                       |
| 104                                     | Caroline Chauveau‏                       | لم يكمل السباق-2                        |
| 105                                     | Léa Stern‏                               | 93                                      |
| 106                                     | Gabby Traxler ‏                          | 94                                      |

| إس دي وركس ‏ SDW | إس دي وركس ‏ SDW     | إس دي وركس ‏ SDW |
| --------------- | ------------------- | --------------- |
| م               | عداء                | مرتبة           |
| 111             | إيلينا سيتشيني      | 63              |
| 112             | Anna Shackley ‏      | لم يبدأ-5       |
| 113             | Sina Frei ‏          | 24              |
| 114             | Blanka Vas ‏ (طريق)  | 18              |
| 115             | Niamh Fisher-Black ‏ | لم يبدأ-5       |
| 116             | ديمي فوليرينغ       | لم يبدأ-5       |

| تيم كوب هايتك بوردكتس ‏ HPU | تيم كوب هايتك بوردكتس ‏ HPU | تيم كوب هايتك بوردكتس ‏ HPU |
| -------------------------- | -------------------------- | -------------------------- |
| م                          | عداء                       | مرتبة                      |
| 121                        | Ingvild Gåskjenn ‏          | 29                         |
| 122                        | NOR                        | 33                         |
| 123                        | Josie Nelson ‏              | 49                         |
| 124                        | Nicole Steigenga ‏          | 80                         |
| 125                        | Sylvie Swinkels ‏           | 88                         |
| 126                        | Caroline Andersson ‏        | لم يكمل السباق-5           |

| دروبز ‏ DRP | دروبز ‏ DRP      | دروبز ‏ DRP |
| ---------- | --------------- | ---------- |
| م          | عداء            | مرتبة      |
| 131        | Eluned King ‏    | 67         |
| 132        | Flora Perkins ‏  | 53         |
| 133        | April Tacey ‏    | 72         |
| 134        | Alice Towers ‏   | 41         |
| 135        | Eva van Agt ‏    | 13         |
| 136        | غلاديس فيرهلست ‏ | 43         |

| باركهوتل فالكنبورغ ‏ PHV | باركهوتل فالكنبورغ ‏ PHV | باركهوتل فالكنبورغ ‏ PHV |
| ----------------------- | ----------------------- | ----------------------- |
| م                       | عداء                    | مرتبة                   |
| 141                     | Mischa Bredewold ‏       | 21                      |
| 142                     | فيمكا ماركوس            | 59                      |
| 143                     | Lieke Nooijen ‏          | 52                      |
| 144                     | Rosalie Van der Wolf‏    | 84                      |
| 145                     | كيرستي فان هافتن        | 37                      |
| 146                     | Femke Gerritse ‏         | 16                      |

| بلانتور بورا سيلينج تيم ‏ PLP | بلانتور بورا سيلينج تيم ‏ PLP | بلانتور بورا سيلينج تيم ‏ PLP |
| ---------------------------- | ---------------------------- | ---------------------------- |
| م                            | عداء                         | مرتبة                        |
| 151                          | Marthe Truyen ‏               | لم يكمل السباق-6             |
| 152                          | Justine Ghekiere ‏            | 32                           |
| 153                          | Yara Kastelijn ‏              | لم يكمل السباق-5             |
| 154                          | Marion Norbert-Riberolle ‏    | 81                           |
| 155                          | Julie Van de Velde ‏          | 6                            |
| 156                          | Annemarie Worst ‏             | 31                           |

| فالكار سيلانس ‏ VAL | فالكار سيلانس ‏ VAL     | فالكار سيلانس ‏ VAL |
| ------------------ | ---------------------- | ------------------ |
| م                  | عداء                   | مرتبة              |
| 161                | Anastasia Carbonari ‏   | 51                 |
| 162                | Karolina Kumięga ‏      | لم يكمل السباق-6   |
| 163                | Federica Piergiovanni ‏ | 23                 |
| 164                | إيلينا بيروني          | لم يكمل السباق-5   |
| 165                | Elizabeth Stannard ‏    | 35                 |
| 166                | Margaux Vigié ‏         | 44                 |

| إن إكس تي جي ريسينغ ‏ AGI | إن إكس تي جي ريسينغ ‏ AGI | إن إكس تي جي ريسينغ ‏ AGI |
| ------------------------ | ------------------------ | ------------------------ |
| م                        | عداء                     | مرتبة                    |
| 171                      | Maureen Arens ‏           | 45                       |
| 172                      | Julia Borgström ‏         | 27                       |
| 173                      | Amber Aernouts‏           | 91                       |
| 174                      | Britt Knaven ‏            | لم يبدأ-2                |
| 175                      | Eline Van Rooijen ‏       | 85                       |
| 176                      | Maud Rijnbeek ‏           | 55                       |

| فريق الدنمارك لركوب الدراجات للسيدات 2022 ‏ DEN | فريق الدنمارك لركوب الدراجات للسيدات 2022 ‏ DEN | فريق الدنمارك لركوب الدراجات للسيدات 2022 ‏ DEN |
| ---------------------------------------------- | ---------------------------------------------- | ---------------------------------------------- |
| م                                              | عداء                                           | مرتبة                                          |
| 181                                            | Marie-Louise Hartz Krogager ‏                   | لم يكمل السباق-5                               |
| 182                                            | Maja Winther Brandt ‏                           | 87                                             |
| 183                                            | Trine Holmsgaard ‏                              | 40                                             |
| 184                                            | Josefine Huitfeldt‏                             | لم يكمل السباق-5                               |
| 185                                            | Marita Jensen ‏                                 | 78                                             |
| 186                                            | Mia Sofie Rützou ‏                              | لم يكمل السباق-4                               |

| فريق النرويج لركوب الدراجات للسيدات 2022 ‏ NOR | فريق النرويج لركوب الدراجات للسيدات 2022 ‏ NOR | فريق النرويج لركوب الدراجات للسيدات 2022 ‏ NOR |
| --------------------------------------------- | --------------------------------------------- | --------------------------------------------- |
| م                                             | عداء                                          | مرتبة                                         |
| 191                                           | مالين إريكسن ‏ (طريق)                          | 54                                            |
| 192                                           | Martine Gjøs ‏                                 | لم يكمل السباق-4                              |
| 193                                           | Sigrid Ytterhus Haugset ‏                      | 39                                            |
| 194                                           | Magdalene Lind ‏                               | 89                                            |
| 195                                           | Elise Marie Olsen‏                             | لم يكمل السباق-3                              |
| 196                                           | Emelie Utvik ‏                                 | لم يكمل السباق-3                              |

| موفيستار للسيدات ‏ MOV | موفيستار للسيدات ‏ MOV | موفيستار للسيدات ‏ MOV |
| --------------------- | --------------------- | --------------------- |
| م                     | عداء                  | مرتبة                 |
| 1                     | Katrine Aalerud ‏      | 9                     |
| 2                     | Sarah Gigante ‏        | 30                    |
| 3                     | باربرا جوارشي         | 73                    |
| 4                     | سارا مارتين           | 83                    |
| 5                     | Lourdes Oyarbide ‏     | 75                    |
| 6                     | غلوريا رودريغيز       | 90                    |

| فريق أونو إكس برو للدراجات للسيدات ‏ UXT | فريق أونو إكس برو للدراجات للسيدات ‏ UXT | فريق أونو إكس برو للدراجات للسيدات ‏ UXT |
| --------------------------------------- | --------------------------------------- | --------------------------------------- |
| م                                       | عداء                                    | مرتبة                                   |
| 11                                      | سوزان أندرسن                            | 69                                      |
| 12                                      | Marte Berg Edseth ‏                      | لم يكمل السباق                          |
| 13                                      | Joss Lowden ‏                            | 36                                      |
| 14                                      | Wilma Olausson ‏                         | 64                                      |
| 15                                      | Mie Bjørndal Ottestad ‏                  | لم يكمل السباق-5                        |
| 16                                      | Anne Dorthe Ysland ‏                     | لم يبدأ-5                               |

| FDJ–Suez ‏ FSF | FDJ–Suez ‏ FSF              | FDJ–Suez ‏ FSF    |
| ------------- | -------------------------- | ---------------- |
| م             | عداء                       | مرتبة            |
| 21            | سيسيلي أوتوب لودفيغ (طريق) | 1                |
| 22            | برودي شابمان               | لم يكمل السباق-4 |
| 23            | أوجيني دوفال               | 38               |
| 24            | إميليا فهلين               | 71               |
| 25            | Stine Borgli ‏              | 25               |
| 26            | جادي فيل                   | 50               |

| ليف ريسينغ ‏ LIV | ليف ريسينغ ‏ LIV   | ليف ريسينغ ‏ LIV |
| --------------- | ----------------- | --------------- |
| م               | عداء              | مرتبة           |
| 31              | Valerie Demey ‏    | 48              |
| 32              | أليسون جاكسون     | 19              |
| 33              | Marta Jaskulska ‏  | 34              |
| 34              | Jeanne Korevaar ‏  | 26              |
| 35              | Tereza Neumanová ‏ | 61              |
| 36              | Katia Ragusa ‏     | 70              |

| كانيون–إس آر إيه إم ‏ CSR | كانيون–إس آر إيه إم ‏ CSR | كانيون–إس آر إيه إم ‏ CSR |
| ------------------------ | ------------------------ | ------------------------ |
| م                        | عداء                     | مرتبة                    |
| 41                       | Alice Barnes             | 74                       |
| 42                       | Shari Bossuyt ‏           | 15                       |
| 43                       | Neve Bradbury ‏           | 5                        |
| 44                       | إيلا هاريس               | 58                       |
| 45                       | Mikayla Harvey ‏          | 60                       |
| 46                       | سارة روي                 | 62                       |

| Liv AlUla Jayco ‏ BEX | Liv AlUla Jayco ‏ BEX | Liv AlUla Jayco ‏ BEX |
| -------------------- | -------------------- | -------------------- |
| م                    | عداء                 | مرتبة                |
| 51                   | جيسيكا ألين          | 82                   |
| 52                   | Arianna Fidanza ‏     | لم يكمل السباق-6     |
| 53                   | Alexandra Manly ‏     | 3                    |
| 54                   | Ruby Roseman-Gannon ‏ | 20                   |
| 55                   | جورجيا وليامز        | 22                   |
| 56                   | نينا كيسلر           | 68                   |

| فريق سنويب للسيدات ‏ DSM | فريق سنويب للسيدات ‏ DSM | فريق سنويب للسيدات ‏ DSM |
| ----------------------- | ----------------------- | ----------------------- |
| م                       | عداء                    | مرتبة                   |
| 61                      | Léa Curinier ‏           | 46                      |
| 62                      | Megan Jastrab ‏          | 56                      |
| 63                      | ليا كيرشمان             | 42                      |
| 64                      | فلورتجي ماكايج          | 12                      |
| 65                      | Esmée Peperkamp ‏        | 11                      |
| 66                      | ليان ليبرت (طريق)       | 2                       |

| جامبو فيسما للسيدات ‏ TJV | جامبو فيسما للسيدات ‏ TJV | جامبو فيسما للسيدات ‏ TJV |
| ------------------------ | ------------------------ | ------------------------ |
| م                        | عداء                     | مرتبة                    |
| 71                       | ماريان فوس               | 14                       |
| 72                       | كارلين آختيريكته         | 65                       |
| 73                       | أنوسكا كوستر             | 7                        |
| 74                       | Amber Kraak ‏             | 66                       |
| 75                       | Linda Riedmann ‏          | 57                       |

| Lidl–Trek (women's team) ‏ TFS | Lidl–Trek (women's team) ‏ TFS | Lidl–Trek (women's team) ‏ TFS |
| ----------------------------- | ----------------------------- | ----------------------------- |
| م                             | عداء                          | مرتبة                         |
| 81                            | Elynor Bäckstedt ‏             | 76                            |
| 82                            | لوسيندا براند                 | 8                             |
| 83                            | أمالي ديديريكسن               | لم يبدأ-3                     |
| 84                            | Lauretta Hanson ‏              | 77                            |
| 85                            | كلو هوسكينغ                   | 79                            |
| 86                            | Audrey Cordon-Ragot (طريق)    | لم يكمل السباق-3              |

| يو أي أيه تيم ‏ UAD | يو أي أيه تيم ‏ UAD | يو أي أيه تيم ‏ UAD |
| ------------------ | ------------------ | ------------------ |
| م                  | عداء               | مرتبة              |
| 91                 | صوفيا بيرتيزولو    | 28                 |
| 92                 | Maaike Boogaard ‏   | لم يكمل السباق-5   |
| 93                 | يوجينة بوجاك       | 17                 |
| 94                 | إيريكا ماجندي      | 10                 |
| 95                 | صوفي رايت          | 86                 |
| 96                 | Laura Tomasi ‏      | 47                 |

| فريق كوجياس ميتلر لوك برو للدراجات ‏ CGS | فريق كوجياس ميتلر لوك برو للدراجات ‏ CGS | فريق كوجياس ميتلر لوك برو للدراجات ‏ CGS |
| --------------------------------------- | --------------------------------------- | --------------------------------------- |
| م                                       | عداء                                    | مرتبة                                   |
| 102                                     | Hannah Buch ‏                            | 92                                      |
| 103                                     | تمارا بالابولينا ‏ (طريق)                | 4                                       |
| 104                                     | Caroline Chauveau‏                       | لم يكمل السباق-2                        |
| 105                                     | Léa Stern‏                               | 93                                      |
| 106                                     | Gabby Traxler ‏                          | 94                                      |

| إس دي وركس ‏ SDW | إس دي وركس ‏ SDW     | إس دي وركس ‏ SDW |
| --------------- | ------------------- | --------------- |
| م               | عداء                | مرتبة           |
| 111             | إيلينا سيتشيني      | 63              |
| 112             | Anna Shackley ‏      | لم يبدأ-5       |
| 113             | Sina Frei ‏          | 24              |
| 114             | Blanka Vas ‏ (طريق)  | 18              |
| 115             | Niamh Fisher-Black ‏ | لم يبدأ-5       |
| 116             | ديمي فوليرينغ       | لم يبدأ-5       |

| تيم كوب هايتك بوردكتس ‏ HPU | تيم كوب هايتك بوردكتس ‏ HPU | تيم كوب هايتك بوردكتس ‏ HPU |
| -------------------------- | -------------------------- | -------------------------- |
| م                          | عداء                       | مرتبة                      |
| 121                        | Ingvild Gåskjenn ‏          | 29                         |
| 122                        | NOR                        | 33                         |
| 123                        | Josie Nelson ‏              | 49                         |
| 124                        | Nicole Steigenga ‏          | 80                         |
| 125                        | Sylvie Swinkels ‏           | 88                         |
| 126                        | Caroline Andersson ‏        | لم يكمل السباق-5           |

| دروبز ‏ DRP | دروبز ‏ DRP      | دروبز ‏ DRP |
| ---------- | --------------- | ---------- |
| م          | عداء            | مرتبة      |
| 131        | Eluned King ‏    | 67         |
| 132        | Flora Perkins ‏  | 53         |
| 133        | April Tacey ‏    | 72         |
| 134        | Alice Towers ‏   | 41         |
| 135        | Eva van Agt ‏    | 13         |
| 136        | غلاديس فيرهلست ‏ | 43         |

| باركهوتل فالكنبورغ ‏ PHV | باركهوتل فالكنبورغ ‏ PHV | باركهوتل فالكنبورغ ‏ PHV |
| ----------------------- | ----------------------- | ----------------------- |
| م                       | عداء                    | مرتبة                   |
| 141                     | Mischa Bredewold ‏       | 21                      |
| 142                     | فيمكا ماركوس            | 59                      |
| 143                     | Lieke Nooijen ‏          | 52                      |
| 144                     | Rosalie Van der Wolf‏    | 84                      |
| 145                     | كيرستي فان هافتن        | 37                      |
| 146                     | Femke Gerritse ‏         | 16                      |

| بلانتور بورا سيلينج تيم ‏ PLP | بلانتور بورا سيلينج تيم ‏ PLP | بلانتور بورا سيلينج تيم ‏ PLP |
| ---------------------------- | ---------------------------- | ---------------------------- |
| م                            | عداء                         | مرتبة                        |
| 151                          | Marthe Truyen ‏               | لم يكمل السباق-6             |
| 152                          | Justine Ghekiere ‏            | 32                           |
| 153                          | Yara Kastelijn ‏              | لم يكمل السباق-5             |
| 154                          | Marion Norbert-Riberolle ‏    | 81                           |
| 155                          | Julie Van de Velde ‏          | 6                            |
| 156                          | Annemarie Worst ‏             | 31                           |

| فالكار سيلانس ‏ VAL | فالكار سيلانس ‏ VAL     | فالكار سيلانس ‏ VAL |
| ------------------ | ---------------------- | ------------------ |
| م                  | عداء                   | مرتبة              |
| 161                | Anastasia Carbonari ‏   | 51                 |
| 162                | Karolina Kumięga ‏      | لم يكمل السباق-6   |
| 163                | Federica Piergiovanni ‏ | 23                 |
| 164                | إيلينا بيروني          | لم يكمل السباق-5   |
| 165                | Elizabeth Stannard ‏    | 35                 |
| 166                | Margaux Vigié ‏         | 44                 |

| إن إكس تي جي ريسينغ ‏ AGI | إن إكس تي جي ريسينغ ‏ AGI | إن إكس تي جي ريسينغ ‏ AGI |
| ------------------------ | ------------------------ | ------------------------ |
| م                        | عداء                     | مرتبة                    |
| 171                      | Maureen Arens ‏           | 45                       |
| 172                      | Julia Borgström ‏         | 27                       |
| 173                      | Amber Aernouts‏           | 91                       |
| 174                      | Britt Knaven ‏            | لم يبدأ-2                |
| 175                      | Eline Van Rooijen ‏       | 85                       |
| 176                      | Maud Rijnbeek ‏           | 55                       |

| فريق الدنمارك لركوب الدراجات للسيدات 2022 ‏ DEN | فريق الدنمارك لركوب الدراجات للسيدات 2022 ‏ DEN | فريق الدنمارك لركوب الدراجات للسيدات 2022 ‏ DEN |
| ---------------------------------------------- | ---------------------------------------------- | ---------------------------------------------- |
| م                                              | عداء                                           | مرتبة                                          |
| 181                                            | Marie-Louise Hartz Krogager ‏                   | لم يكمل السباق-5                               |
| 182                                            | Maja Winther Brandt ‏                           | 87                                             |
| 183                                            | Trine Holmsgaard ‏                              | 40                                             |
| 184                                            | Josefine Huitfeldt‏                             | لم يكمل السباق-5                               |
| 185                                            | Marita Jensen ‏                                 | 78                                             |
| 186                                            | Mia Sofie Rützou ‏                              | لم يكمل السباق-4                               |

| فريق النرويج لركوب الدراجات للسيدات 2022 ‏ NOR | فريق النرويج لركوب الدراجات للسيدات 2022 ‏ NOR | فريق النرويج لركوب الدراجات للسيدات 2022 ‏ NOR |
| --------------------------------------------- | --------------------------------------------- | --------------------------------------------- |
| م                                             | عداء                                          | مرتبة                                         |
| 191                                           | مالين إريكسن ‏ (طريق)                          | 54                                            |
| 192                                           | Martine Gjøs ‏                                 | لم يكمل السباق-4                              |
| 193                                           | Sigrid Ytterhus Haugset ‏                      | 39                                            |
| 194                                           | Magdalene Lind ‏                               | 89                                            |
| 195                                           | Elise Marie Olsen‏                             | لم يكمل السباق-3                              |
| 196                                           | Emelie Utvik ‏                                 | لم يكمل السباق-3                              |

## التصنيف العام النهائي
| التصنيف العام         | التصنيف العام       | التصنيف العام                       | التصنيف العام  | التصنيف العام |
| المتسابقة             | المتسابقة           | الفريق                              | الوقت          |               |
| --------------------- | ------------------- | ----------------------------------- | -------------- | ------------- |
| 1                     | سيسيلي أوتوب لودفيغ | FDJ–Suez ‏                           | 20 س 49 د 55 ث |               |
| 2                     | ليان ليبرت          | فريق سنويب للسيدات ‏                 | + 17 ث         |               |
| 3                     | Alexandra Manly ‏    | Liv AlUla Jayco ‏                    | + 44 ث         |               |
| 4                     | تمارا بالابولينا ‏   | فريق كوجياس ميتلر لوك برو للدراجات ‏ | + 1 د 00 ث     |               |
| 5                     | Neve Bradbury ‏      | كانيون–إس آر إيه إم ‏                | + 1 د 00 ث     |               |
| 6                     | Julie Van de Velde ‏ | بلانتور بورا سيلينج تيم ‏            | + 1 د 03 ث     |               |
| 7                     | أنوسكا كوستر        | جامبو فيسما للسيدات ‏                | + 1 د 06 ث     |               |
| 8                     | لوسيندا براند       | Lidl–Trek (women's team) ‏           | + 1 د 08 ث     |               |
| 9                     | Katrine Aalerud ‏    | موفيستار للسيدات ‏                   | + 1 د 08 ث     |               |
| 10                    | إيريكا ماجندي       | يو أي أيه تيم ‏                      | + 1 د 09 ث     |               |
|                       |                     |                                     |                |               |
| مصدر: ProCyclingStats |                     |                                     |                |               |

### تصنيف النقاط
| تصنيف النقاط          | تصنيف النقاط       | تصنيف النقاط         | تصنيف النقاط | تصنيف النقاط |
| المتسابقة             | المتسابقة          | الفريق               | النقاط       |              |
| --------------------- | ------------------ | -------------------- | ------------ | ------------ |
| 1                     | أليسون جاكسون      | ليف ريسينغ ‏          | 36 نقطة      |              |
| 2                     | ماريان فوس         | جامبو فيسما للسيدات ‏ | 29 نقطة      |              |
| 3                     | Eline Van Rooijen ‏ | إن إكس تي جي ريسينغ ‏ | 17 نقطة      |              |
| 4                     | Shari Bossuyt ‏     | كانيون–إس آر إيه إم ‏ | 15 نقطة      |              |
| 5                     | Alexandra Manly ‏   | Liv AlUla Jayco ‏     | 12 نقطة      |              |
|                       |                    |                      |              |              |
| مصدر: ProCyclingStats |                    |                      |              |              |

### تصنيف الجبال
| تصنيف الجبال          | تصنيف الجبال        | تصنيف الجبال           | تصنيف الجبال | تصنيف الجبال |
| المتسابقة             | المتسابقة           | الفريق                 | النقاط       |              |
| --------------------- | ------------------- | ---------------------- | ------------ | ------------ |
| 1                     | Amber Kraak ‏        | جامبو فيسما للسيدات ‏   | 33 نقطة      |              |
| 2                     | Josie Nelson ‏       | تيم كوب هايتك بوردكتس ‏ | 13 نقطة      |              |
| 3                     | أنوسكا كوستر        | جامبو فيسما للسيدات ‏   | 12 نقطة      |              |
| 4                     | سيسيلي أوتوب لودفيغ | FDJ–Suez ‏              | 10 نقطة      |              |
| 5                     | ماريان فوس          | جامبو فيسما للسيدات ‏   | 10 نقطة      |              |
|                       |                     |                        |              |              |
| مصدر: ProCyclingStats |                     |                        |              |              |

## تصنيف الفرق

### الفرق حسب الوقت
| تصنيف الفرق حسب الوقت | تصنيف الفرق حسب الوقت    | تصنيف الفرق حسب الوقت | تصنيف الفرق حسب الوقت |
| الفريق                | الفريق                   | الوقت                 |                       |
| --------------------- | ------------------------ | --------------------- | --------------------- |
| 1                     | فريق سنويب للسيدات 2022 ‏ | 62 س 33 د 32 ث        |                       |
| 2                     | Liv AlUla Jayco ‏         | + 3 د 41 ث            |                       |
| 3                     | بلانتور بورا 2022 ‏       | + 4 د 09 ث            |                       |
| 4                     | يو أي أيه تيم 2022 ‏      | + 4 د 57 ث            |                       |
| 5                     | FDJ–Suez ‏                | + 5 د 37 ث            |                       |
|                       |                          |                       |                       |
| مصدر: ProCyclingStats |                          |                       |                       |

## تصانيف فرعية

### تصنيف أفضل شاب
| تصنيف أفضل شابة       | تصنيف أفضل شابة   | تصنيف أفضل شابة      | تصنيف أفضل شابة | تصنيف أفضل شابة |
| المتسابقة             | المتسابقة         | الفريق               | الوقت           |                 |
| --------------------- | ----------------- | -------------------- | --------------- | --------------- |
| 1                     | Neve Bradbury ‏    | كانيون–إس آر إيه إم ‏ | 20 س 50 د 55 ث  |                 |
| 2                     | Shari Bossuyt ‏    | كانيون–إس آر إيه إم ‏ | + 2 د 00 ث      |                 |
| 3                     | Femke Gerritse ‏   | باركهوتل فالكنبورغ ‏  | + 2 د 08 ث      |                 |
| 4                     | Blanka Vas ‏       | إس دي وركس ‏          | + 2 د 14 ث      |                 |
| 5                     | Mischa Bredewold ‏ | باركهوتل فالكنبورغ ‏  | + 2 د 26 ث      |                 |
|                       |                   |                      |                 |                 |
| مصدر: ProCyclingStats |                   |                      |                 |                 |

## وصلات خارجية
- الموقع الرسمي
- لمحة عن سباق باتل أوف ذا نورث 2022 على موقع  ProCyclingStats   (برو  سايكلنج  ستاتس) - إحصاءات  محترفي  الدراجات.
- طواف سكاندينافيا 2022 على موقع إحصائيات الدراجات الإحترافية (الإنجليزية)